# カール・アロイス・フォン・リヒノフスキー
カール・アロイス・ヨハン・ネポムク・ヴィンツェンツ・フォン・リヒノフスキー（Karl Alois Johann Nepomuk Vinzenz Fürst von Lichnowsky, 1761年6月21日 - 1814年4月15日）は、ブランデンブルク＝プロイセン領シレジア地方の上級貴族、大地主。侯爵（フュルスト）。神聖ローマ皇帝（オーストリア皇帝）の宮廷で侍従として仕えた。同時代の大音楽家ベートーヴェンの後援者として知られる。

## 生涯
ヨハン・カール・フォン・リヒノフスキー侯爵（Ferdinand Carl Johann Fürst von Lichnowsky）とその妻のカロリーネ・フォン・アルトハン（Caroline von Althann）の間の息子として生まれ、1788年に父から侯爵家の家督を継いだ。1776年から1782年まではライプツィヒとゲッティンゲンで法学を学んだ。ゲッティンゲンに滞在中に音楽理論家のヨハン・ニコラウス・フォルケルと知り合い、その影響でヨハン・ゼバスティアン・バッハの楽曲の原稿を収集するようになった。
リヒノフスキー侯爵自身も優れた音楽家で、特に室内楽などに加わって演奏を嗜んだ。この事もあって、彼は新たに結成された弦楽四重奏団のリーダーであったヴァイオリン奏者のイグナーツ・シュパンツィヒを引き込んでいる。この弦楽四重奏団には他に、ヴィオラ奏者のフランツ・ヴァイスや、チェロ奏者のニコラウス・クラフトもいた。
リヒノフスキーは最初、モーツァルトを経済的に援助し、1789年には彼をベルリンへの演奏旅行に連れ出している。またモーツァルトに対して個人的に金を貸していたが、モーツァルトに返済する能力は無かった。リヒノフスキーはモーツァルトを告訴し、モーツァルトの死の数週間前の1791年11月9日に、オーストリアの下級裁判所はモーツァルトに対し、侯爵に1435フローリンその他を支払うことを命じた。裁判所はモーツァルトがウィーン宮廷から支払われている年俸800フローリンを差し押さえることを通告している。
侯爵はまた、ベートーヴェンの最も有力な後援者の1人に名を連ねた。1796年には、ベートーヴェンをプラハ、ベルリンへの演奏旅行に連れ出している。1801年～1806年の間、リヒノフスキーはベートーヴェンが定職を見つけるまでの約束で年額600フローリンの手当てを与え、またイタリアの弦楽器一式も与えているが、ベートーヴェンが就職することはついに無かった。しかし1806年に2人は大喧嘩をして決別する。リヒノフスキー家の所領に滞在中だったベートーヴェンが、侯爵家で催されたフランス人士官たちの歓迎会で演奏することを拒んだことが原因だった。
1809年、個人的にはベートーヴェンと仲たがいしたままだったにもかかわらず、ルドルフ大公およびフェルディナント・フォン・キンスキー侯爵とともに、共同でベートーヴェンの年金を支給することを約束した。ところがナポレオンのウィーン進軍などの政治的混乱から年金が滞ったため、ベートーヴェンは後にリヒノフスキーとキンスキーに対して訴訟を起こしている。
ベートーヴェンは「ピアノ三重奏曲」(1793年)、「パイジエッロの歌劇〈水車小屋の娘〉の主題による9つの変奏曲」(1795年)、「ピアノソナタ第8番」（1798年）、「ピアノソナタ第12番」(1801年)、「交響曲第2番」(1802年)をリヒノフスキーに献呈した（いずれも1806年以前の作品である）。
1788年11月24日にトゥーン・ウント・ホーエンシュタイン伯爵家の令嬢クリスティアーネ（1765年 - 1841年）と結婚した。クリスティアーネ侯爵夫人もベートーヴェンの熱心なファンだった。義母のヴィルヘルミーネもモーツァルトおよびベートーヴェンの支援者であり、また義兄（妻の姉の夫）のアンドレイ・ラズモフスキー伯爵もベートーヴェンの重要な後援者だった。死後、侯爵家の家督は長男のエドゥアルトが継いだ。
リヒノフスキー侯爵はかなりの女性好きだったとされ、社交界のある女性は「皮肉屋の堕落物で、恥知らずの臆病者」とまで述べている。クリスティアーネ侯爵夫人はこれに苦しみ、売春婦に変装して夫を驚かせようとしたこともあった。1814年の死因も性病が原因とされている。